# Nanohyla perparva
Nanohyla perparva es una especie  de anfibio anuro de la familia Microhylidae. Es una rana endémica de la isla de Borneo, donde se ha encontrado en zonas de Malasia, Brunéi e Indonesia. Habita entre la hojarasca de selvas tropicales primarias por debajo de los 250 metros de altitud. Se reproduce en charcas temporales. Aunque no se considera en peligro de extinción, la deforestación de las selvas en las que vive y la expansión de la agricultura es una grave amenaza a su conservación.